# Sterling-Knight Company
Sterling-Knight Company war ein US-amerikanischer Hersteller von Automobilen. Anfangs firmierte das Unternehmen als Sterling-Knight Syndicate und Sterling-Knight Motor Company. Eine andere Quelle gibt davon abweichend Sterling-Knight Motors Company an.

## Unternehmensgeschichte
James G. Sterling war lange Zeit Chefingenieur bei der F. B. Stearns Company. 1920 verließ er Stearns. Zusammen mit einigen Geschäftsleuten aus Cleveland in Ohio gründete er dort Sterling-Knight Syndicate. Er begann mit der Produktion von Automobilen. Der Markenname lautete Sterling-Knight. Im ersten Jahr entstanden drei Fahrzeuge. Die Markteinführung fand auf dem Chicago Salon im Dezember 1920 statt. Auch auf der Cleveland Automobile Show im Januar 1921 stellte das Unternehmen aus.
Im April 1921 erfolgte die Umfirmierung in Sterling-Knight Motor Company. Im April 1922 wurde ein Werk der Accurate Machine Company übernommen. 1922 endete die Produktion vorerst. In Cleveland entstanden etwa 50 Fahrzeuge.
Im Mai 1923 folgte die Sterling-Knight Company mit Sitz in Warren, ebenfalls in Ohio. Dazu wurde die Fabrik des Motorenherstellers Supreme Motors Corporation übernommen. Ab Sommer 1923 wurden wieder Fahrzeuge gefertigt. 1924 entstanden 253 Fahrzeuge und im Folgejahr 121. In dem Jahr begannen finanzielle Probleme. Die Produktion lief in geringem Umfang weiter. Im Dezember 1926 kam es zum Bankrott.
Eine andere Quelle gibt für beide Orte zusammen etwa 500 Fahrzeuge an.

## Fahrzeuge
Knight im Markennamen war ein Hinweis auf einen Schiebermotor von Charles Yale Knight. Es war ein Sechszylindermotor. Das Fahrgestell hatte zunächst 340 cm Radstand.
Ab 1923 ist eine Motorleistung von 78 PS überliefert. Der Radstand betrug nun 318 cm. Phillips Custom Body Company fertigte die Karosserien. Zunächst gab es Phaeton mit fünf Sitzen, Sporting Type mit vier Sitzen, Brougham mit vier Sitzen und eine Limousine mit fünf Sitzen. Ende 1924 kam für das Modelljahr 1925 ein viersitziges Offset Coupé dazu.

## Übersicht über Pkw-Marken aus den USA, dieSterlingbeinhalten
| Marke             | Hersteller                                   | Vermarktungsbeginn | Vermarktungsende | Ort, Bundesstaat           |
| ----------------- | -------------------------------------------- | ------------------ | ---------------- | -------------------------- |
| Ams-Sterling      | Amston Motor Car Company                     | 1917               | 1918             | Bridgeport, Connecticut    |
| Sterling          | Sterling Automobile & Engine Company         | 1901               | 1902             | Sterling, Illinois         |
| Sterling          | Springfield Cornice Works                    | 1901               | 1901             | Springfield, Massachusetts |
| Sterling          | Sterling Machine Works                       | 1909               | 1909             | Sterling, Illinois         |
| Sterling          | Elkhart Motor Car Company                    | 1909               | 1911             | Elkhart, Indiana           |
| Sterling          | Sterling Motor Car Company                   | 1915               | 1916             | Brockton, Massachusetts    |
| Sterling          | Consolidated Motor Car Company (Connecticut) | 1920               | 1920             | Middlefield, Connecticut   |
| Sterling-Knight   | Sterling-Knight Company                      | 1920               | 1926             | Warren, Ohio               |
| Sterling-New York | Sterling Automobile Manufacturing Company    | 1915               | 1916             | New York City, New York    |